# Erhard Wunderlich
Pour les articles homonymes, voir Wunderlich.
Erhard Wunderlich, né le 14 décembre 1956 à Augsbourg et mort le 4 octobre 2012 à Cologne, était un handballeur allemand. Il a été élu handballeur allemand du XXe siècle.

## Biographie
Sa carrière professionnelle a débuté au FC Augsburg, puis au VfL Gummersbach. Avec cette équipe, il remporte ses plus grands succès : 2 championnats d'Allemagne, 4 coupes d'Allemagne sur le plan national et 1 coupe des clubs champions, 2 coupes des coupes, 1 coupe EHF sur le plan européen.
Parallèlement, il débute en équipe nationale d'Allemagne en 1976 et devient champion du monde 1978.
Du haut de ses 2,04 m, il est une des stars du handball de l'époque et en 1983, le FC Barcelone lui fait un pont d'or : il signe un contrat de 4 ans et devient le handballeur le plus payé du monde, gagnant l'équivalent de 15.300 euros par mois,. Cependant, il ne s'adapte pas à la culture espagnole et à la ville de Barcelone et quitte l'Espagne après une saison marquée par une nouvelle coupe des coupes et une Coupe du Roi. 
L'été 1984 est donc marqué à la fois par sa médaille d'argent aux Jeux olympiques de Los Angeles et son retour en Allemagne au TSV Milbertshofen où il évolue pendant 5 saisons. Enfin, il termine sa carrière au VfL Bad Schwartau, un club de deuxième division qu'il aide à accéder à la première division en 1991, année où il prend sa retraite.

## Club
- 1976-1983 :  VfL Gummersbach
- 1983-1984 :  FC Barcelone
- 1984-1989 :  TSV Milbertshofen
- 1989-1991 :  VfL Bad Schwartau

## Palmarès joueur

### Club
compétitions internationales 
- Vainqueur de la Coupe des clubs champions (1) : 1983
- Vainqueur de la Coupe des coupes (3) : 1978, 1979, 1984
  - Finaliste : 1980
- Vainqueur de la Coupe de l'IHF (1) : 1982
- Vainqueur de la Supercoupe d'Europe (2) : 1979 et 1983

 compétitions nationales 
- Champion d'Allemagne (2) : 1982, 1983
- Vainqueur de la Coupe d'Allemagne (4) : 1978, 1979, 11982, 1983
- Vainqueur de la Coupe du Roi (1) : 1984

### Sélection nationale
Jeux olympiques d'été
- Médaille d'argent des Jeux olympiques de 1984 à Los Angeles,  États-Unis

Championnat du monde
- Médaille d'or du Championnat du monde 1978,  Danemark

## Distinction personnelle
- Élu handballeur allemand du XXe siècle en 1999
- Silbernes Lorbeerblatt (plus haute distinction sportive en Allemagne) en 1978, 1983 et 1984
- Meilleur handballeur de l'année en Allemagne en 1981 et 1982
- Meilleur buteur du championnat d'Allemagne en 1982, 1983